# Arrondissement Thann-Guebwiller
Arrondissement Thann-Guebwiller (fr. Arrondissement de Thann-Guebwiller) je správní územní jednotka ležící v departementu Haut-Rhin v regionu Grand Est ve Francii. Člení se dále na 5 kantonů a 91 obcí. Vznikl v roce 2015 sloučením arrondissementů Thann a Guebwiller.

## Kantony
- Cernay
- Ensisheim (část)
- Guebwiller
- Masevaux (část)
- Wintzenheim (část)